# Heyl (Pianofortefabrik)

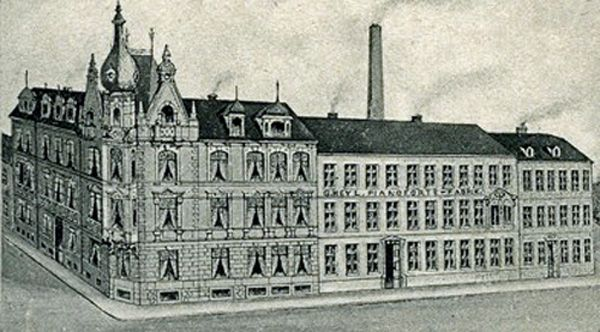
Der Komplex der Firma G. Heyl um 1900

Die Pianofortefabrik Heyl ist ein ehemaliger Hersteller von Pianos und Harmonien aus Borna bei Leipzig. Das Familienunternehmen war einer der ältesten Klavierproduzenten aus dem mitteldeutschen Raum um Leipzig, neben Blüthner und Schimmel. Die Erfindung und der Vertrieb des Harmonium-Pianos machten die Firma zu einer der damals bekanntesten Pianofortefabriken aus dem Umland von Leipzig, das neben Berlin damals ein Zentrum des deutschen Klavierbaus war.

## Geschichte

### Von den Anfängen unter Gottlieb Heyl um 1800 bis zum Jahr 1828
Mit Johann Gottlieb Heyl begann die Tradition des Klavierbaus in der Familie Heyl. Johann Gottlieb Heyl wurde 1770 in Rüben bei Borna geboren. Mit seiner Ehefrau Johanne Christine Zieck hatte er sieben Söhne und eine Tochter. Mit großem handwerklichem Geschick baute er zunächst Spinette. Da er wenig Geschäftssinn besaß, waren schon die Kinder genötigt, im Betrieb mitzuarbeiten oder in Chören Zubrot zu verdienen. Trotzdem begann der älteste Sohn Gottlob 1815 eine Lehre im väterlichen Geschäft. Später traten auch noch drei andere Söhne beim Vater ein.
Heyl griff die zu Anfang des 19. Jahrhunderts einsetzende Entwicklung des Tafelklaviers auf, der Klavierart, auf der später  Musiker wie Clara und Robert Schumann, Franz Schubert oder Richard Wagner spielten und komponierten.  Heyl’sche Instrumente wurden in weiter entfernte Ort Sachsens versandt, z. B. nach Altenburg, Waldenburg oder Eilenburg. In nahe gelegene Orte lieferten die Söhne die Ware auf Schubkarren aus.
Die Nachfrage nach Tafelklavieren und die damit verbundene Produktionserweiterung führten zu Platzmangel im eigenen Wohnhaus. Deshalb kaufte Heyl zum Betrieb einer Werkstatt für 305 Taler das Haus des Zeugmachers Gotthardt Simon im Bornaer „Entenpfuhl“ (später Brühl) Nr. 158.
Gottlieb Heyl starb 1828. Er hatte kurz vorher sein Haus und sein Geschäft seinem ältesten Sohn Gottlob vererbt.

### Fabrikgründung unter Gottlob Heyl 1828

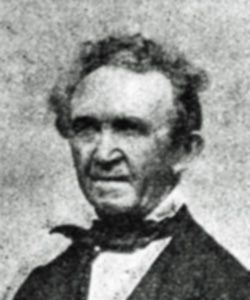
Gottlob Heyl

Die Übergabe an Gottlob Heyl gilt als Gründungsdatum der Pianofortefabrik Heyl. Gottlob Heyl setzte zunächst die Tradition der Tafelklaviere fort und konnte die Gewinne erhöhen.  Er erkannte zahlreiche Unzulänglichkeiten des Klavierbaus und verfeinerte schließlich sein Pianoforte, für das er nun große Absatzmärkte fand. Die kleine Werkstatt seines Vaters reichte bald nicht mehr aus. Er bebaute darum 1832 das hinter seinem Haus gelegene Gärtchen mit weiteren Arbeitsräumen.
Um 1840 waren bereits acht Arbeiter angestellt. Seine tafelförmigen Instrumente wurden vielen anderen Fabrikaten der Art vorgezogen. Um weiter zu expandieren, kaufte er 1846 ein Stück von dem hinter seinem Anbau gelegenen Reißig'schen Garten an der neuen Pforte und bebaute dies mit Arbeitssälen, an denen gleichzeitiges Arbeiten an 12 Tafelklavieren möglich war. Durch Klavier-Messen waren seine Pianos bald auch im Ausland gefragt.
Ab etwa 1850 wurden die senkrecht ausgerichteten Pianinos populär und eroberten den bürgerlichen Haushalt. Es entstand der Begriff der „Klavierpest“ für die große Anzahl an unmusikalischen Mittelstandstöchtern, die mit ihrem Geklimper unbeirrbar zum Umweltlärm der Zeit beitrugen. Nun begann auch Gottlob Heyl seine Produktion darauf auszurichten. Die Produktionszahlen stiegen schnell in die Hunderte.
Inzwischen war auch die dritte Generation, Gottlobs Söhne Emil und Gustav, herangewachsen. Sie begannen ihre Lehre im Klavierbau, allerdings außerhalb der väterlichen Fabrik. Nach Auslandsaufenthalten arbeiteten sie in der Heyl’schen Pianofabrik. Der Absatz von Instrumenten wuchs weiter. Ein größerer Holzablagerungsplatz wurde nun nötig. Heyl kaufte einen großen Teil des angrenzenden Schmalz’schen Gartens und baute dort zweistöckige Gebäude  1864 hatte die Fabrik 16 Angestellte und das 2.000. Instrument wurde ausgeliefert. Als Gottlob Heyl aus Altersgründen 1872 die Geschäfte zu gleichen Teilen seinen Söhnen übergab, gab es bereits 20 Arbeiter.
Gottlob Heyl starb am 31. Oktober 1874.

### Ab 1872: Die dritte Generation, Gustav und Emil Heyl

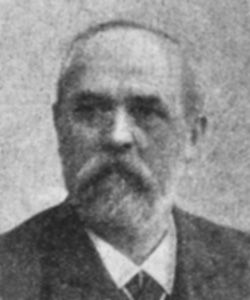
Emil Heyl

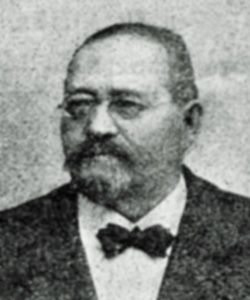
Gustav Heyl

Unter Gustav und Emil Heyl wurde 1873 das 3.000. Instrument ausgeliefert. Die großen Absatzzahlen führten zur Umstellung auf Dampfbetrieb. Nun wurden eine Bandsäge, eine Bohrmaschine, eine Kreissäge, eine Spinnmaschine sowie eine Horizontalfourniersäge mit Dampfkraft betrieben. 1874 wurden schon 35 Arbeiter beschäftigt. 1877 schafften die Brüder einen größeren Dampfkessel an und eine vertikale Fourniersäge, eine Decoupiersäge, ebenso eine Fräs- und eine Hobelmaschine. 1879 lag die Produktion bereits bei 5.000 ausgelieferten Instrumenten. Nun kauften sich die Brüder ein Wohnhaus im Brühl dazu, das in der Nachbarschaft gelegene Schlichter’sche Haus.
Es war nun möglich auch größere Flügel zu bauen. Die Pianos wurden oft in größeren Bestellungen nach England und den englischen Kolonien gesandt. Mittlerweile gab es bereits 50 Arbeiter. Um mehr Platz für moderne Fabrikanlagen zu schaffen rissen die Brüder 1885 die älteren Gebäude und das Vaterhaus nieder und errichteten das stattliche Eckgebäude mit dem Turmaufsatz.
Im Jahre 1892 begann die Firma auch mit dem Bau von Kombinationsinstrumenten aus Klavier und Harmonium, sogenannten Klavier-Harmonien mit dem Markennamen Dyophon. Dabei kam es zu einer Kooperation mit der Bornaer Harmonium-Firma Lindholm, die keine Möglichkeit zu einer räumlichen Expansion besaß. Im Jahr darauf konnte die Fertigstellung des 10.000. Instruments festlich begangen werden. Die Firma beschäftigte um diese Zeit etwa 60 Arbeiter.  Am 15. November 1897 starb Emil Heyl, und Gustav Heyl führte die Firma allein weiter.
1903 beging die Firma feierlich ihr 75-jähriges Jubiläum. Zu diesem Anlass erhielt Gustav Heyl vom König von Sachsen das Albrechtskreuz I. Klasse verliehen.
Gustav Heyl starb am 9. Oktober 1908.

### Ab 1908: Die vierte Generation und das Ende

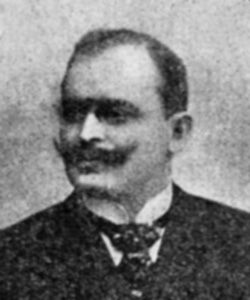
Walter Heyl

Nachdem Gustav Heyl bereits zu Lebzeiten seinen Sohn Walter an der Firma beteiligt hatte, übernahmen nun dieser sowie Fritz Heyl den Betrieb. 1912 wurde das 15.000. Instrument nach Australien exportiert. Die Belegschaft konnte vor dem Ersten Weltkrieg bis auf 70 Mitarbeiter gesteigert werden. Zur Leipziger Herbstmesse 1923 zeigte die Firma eine Auswahl ihrer Instrumente. Besondere Beachtung fand dabei der „Baby-Flügel“.
Dennoch blieb die Firma von Inflation und Nachkriegswirren nicht verschont und musste den Betrieb vorübergehend einstellen. Ab 1926 wurde die Fabrik wieder eröffnet, so dass trotz der Umstellung auf mehr Maschinen bald wieder drei Viertel der ehemaligen Belegschaft Arbeit fand.
1928 feierte die Pianofortefabrik ihr 100-jähriges Bestehen. Zu dieser Zeit waren bereits über 24.000 Heyl-Instrumente in alle Weltteile exportiert worden.
1935  wurde die Firma aufgelöst und erlosch. Die Gebäude sind abgerissen.

## Produkte

Reklame für Klavier-Harmonium von Heyl 1909.

Im Laufe ihrer über einhundertjährigen Geschichte baute die Firma G. Heyl
- Spinette
- Tafelklaviere
- Pianinos
- Flügel und
- Dyophone, eine Kombination aus Klavier und Harmonium